# Láz, Třebíč
Láz là một làng thuộc huyện Třebíč, vùng Vysočina, Cộng hòa Séc.